# Уэстер, Огюст
Огюст Уэстер-младший (англ. August Wester, Jr.; 12 февраля 1882, Ньюарк, Нью-Джерси — сентябрь 1960, Эрвингтон, Нью-Джерси) — американский борец, серебряный призёр летних Олимпийских игр 1904.
На Играх 1904 в Сент-Луисе Уэстер соревновался только в категории до 56,7 кг. Он выиграл в четвертьфинале у Чарльза Стивенса, в полуфинале у Милтона Уайтхарста, но проиграл в финале Исидору Нифло и получил серебряную медаль.